# Гај Северин
Гај Иљич Северин (рус. Гай Ильи́ч Севери́н; Чудово, 24. јул 1926 — околина Москве, 7. фебруар 2008) био је совјетски и руски доктор техничких наука и специјалиста за конструисање и развијање средстава за одржавање нормалних животних функција код посада авиона, хеликоптера и свемирских летелица. Био је пуноправни члан Руске академије наука и члан Међународне академије за астронаутику, али и двоструки првак Совјетског Савеза у алпском скијању.
Добитник више највиших државних одликовања Совјетског савеза и Руске Федерације.

## Биографија
Северин је завршио студије на Московском институту за аеронаутику 1949. године, а професионалну каријеру започео је још као студент две године раније на Аеронаутичком институту Громов у Жуковском (Московска област) где се бавио истраживањима у вези са системима безбедности летачког особља, те сигурним начинима за напајање летелица горивом током лета. Бавио се и проблемима приликом слетања свемирских летелица из програма „Восток“.
У јануару 1964. именован је на место главног инжењера (а потом и генералног директора) компаније НПП Звезда која се бави израдом система сигурности за летове на великим висинама. Учествовао је у припремама Јурија Гагарина током његовог првог лета у свемир.
Био је и велики заљубљеник у алпско скијање и чак двоструки првак Совјетског Савеза у овом спорту.
Преминуо је 7. фебруара 2008. у 81. години од последица несреће коју је доживео на скијању исти дан. Сахрањен је на Тројекуровском гробљу у Москви.
Био је ожењен и отац двоје деце.